# Miguel de Cervantes
Miguel de Cervantes y Saavedra (tiếng Tây Ban Nha: [miˈɣel de θeɾˈβantes saaˈβeðɾa], phiên âm là Xéc-van-tét); 29 tháng 9 năm 1547 (giả định) – 23 tháng 4 năm 1616 NS) là tiểu thuyết gia, nhà thơ và nhà soạn kịch người Tây Ban Nha, được nhiều người đánh giá là nhà văn vĩ đại nhất trong văn học tiếng Tây Ban Nha, và là một trong những tiểu thuyết gia xuất sắc nhất mà thế giới từng sản sinh. Ông được biết đến với tiểu thuyết Don Quixote, một tác phẩm thường được coi là tiểu thuyết hiện đại đầu tiên và là một trong những tác phẩm đỉnh cao của văn học thế giới.

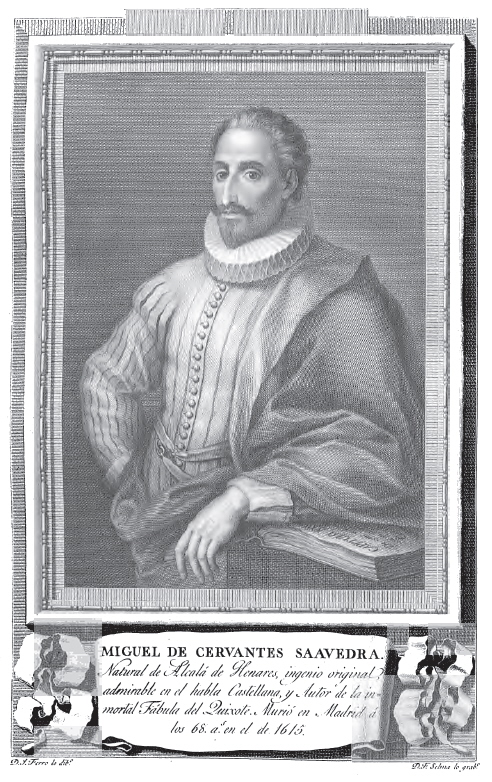
Chân dung Cervantes trong sách Chân dung những người Tây Ban Nha lừng lẫy (Retratos de Españoles ilustres) do Real Imprenta de Madrid xuất bản. Theo thông tin được cung cấp trong phần mở đầu, các hình ảnh và văn bản có trong đó được thực hiện bởi các tác giả khác nhau. Tranh do Fernando Selma khắc, Ferro vẽ.

Phần lớn cuộc đời ông sống trong cảnh nghèo đói và tương lai mờ mịt, nhiều chi tiết trong tiểu sử còn đang tranh cãi hoặc không rõ, và phần lớn tác phẩm còn lại của ông được sáng tác trong ba năm trước khi ông qua đời. Mặc cho tất cả điều này, ảnh hưởng và đóng góp của ông cho văn học được phản ánh bởi thực tế rằng tiếng Tây Ban Nha thường được mệnh danh là "ngôn ngữ của Cervantes".

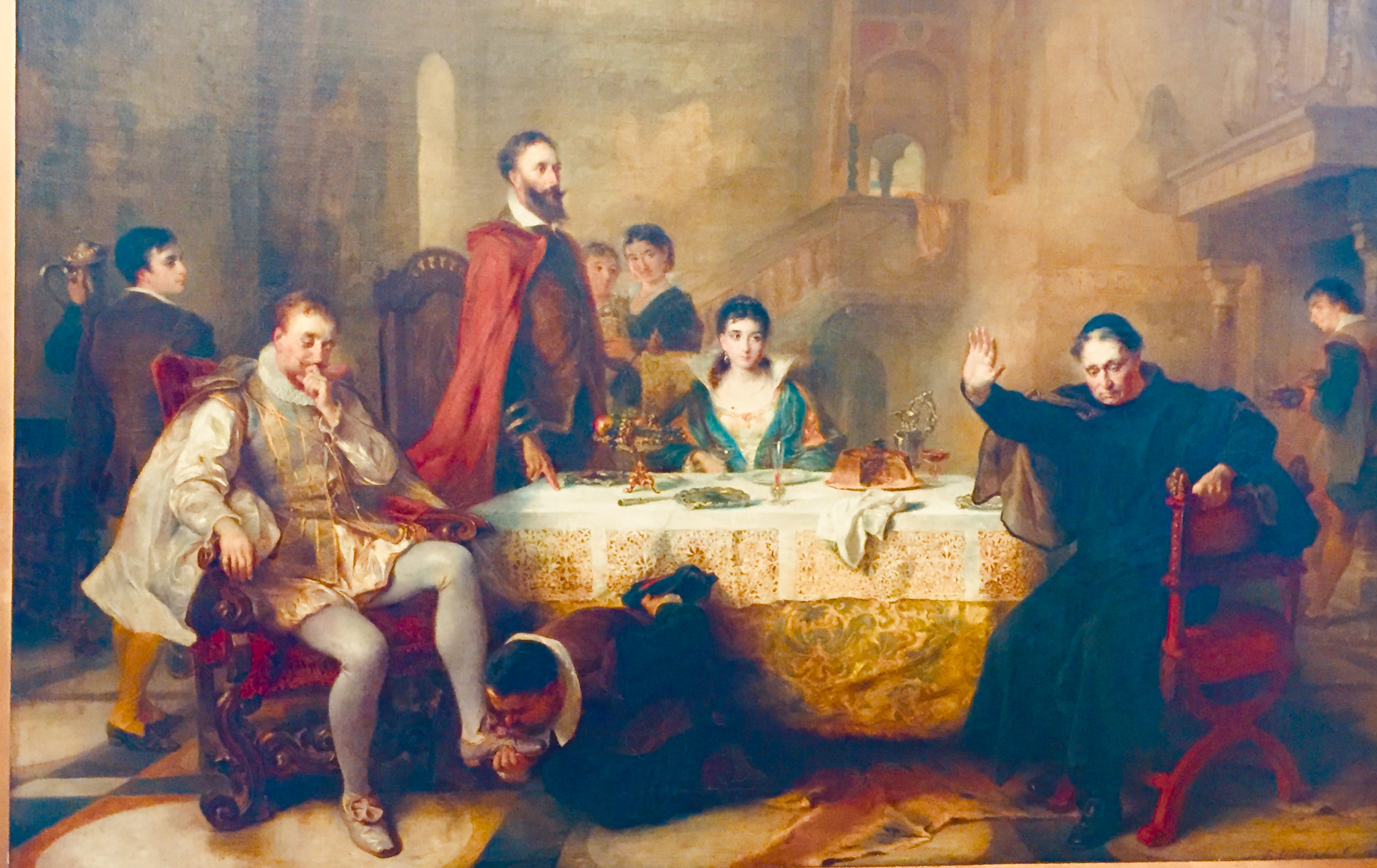
Một sự cố trong câu chuyện Don Quixote (1870), của họa sĩ người Anh Robert Hillingford, mô tả một cảnh trong kiệt tác nói trên của Cervantes.

Năm 1569, Cervantes buộc phải rời Tây Ban Nha và chuyển đến Rome, nơi ông làm việc trong gia đình của một hồng y. Năm 1570, ông gia nhập một trung đoàn Bộ binh Hải quân Tây Ban Nha, và bị thương nặng trong Trận Lepanto vào tháng 10 năm 1571. Ông phục vụ quân địch cho đến năm 1575, khi bị cướp biển Barbary bắt giữ; sau năm năm bị giam cầm, ông được trả tiền chuộc và trở về Madrid.
Cuốn tiểu thuyết quan trọng đầu tiên của ông, có tựa đề La Galatea, được xuất bản vào năm 1585, nhưng ông vẫn tiếp tục làm công việc thu mua, sau đó là viên chức thu thuế của chính phủ. Phần I của Don Quixote được xuất bản năm 1605, trong khi Phần II xuất bản năm 1615. Các tác phẩm khác bao gồm bộ 12 tác phẩm Novelas ejemplares (Tiểu thuyết mẫu mực); một bài thơ dài, Viaje del Parnaso (Hành trình đến Parnassus); và Ocho comedias y ocho entremeses (Tám vở kịch và tám entr'acte). Los trabajos de Persiles y Sigismunda (Công việc khổ cực của Persiles và Sigismunda), được xuất bản sau khi ông qua đời vào năm 1616.

## Tiểu sử

### Tuổi thơ

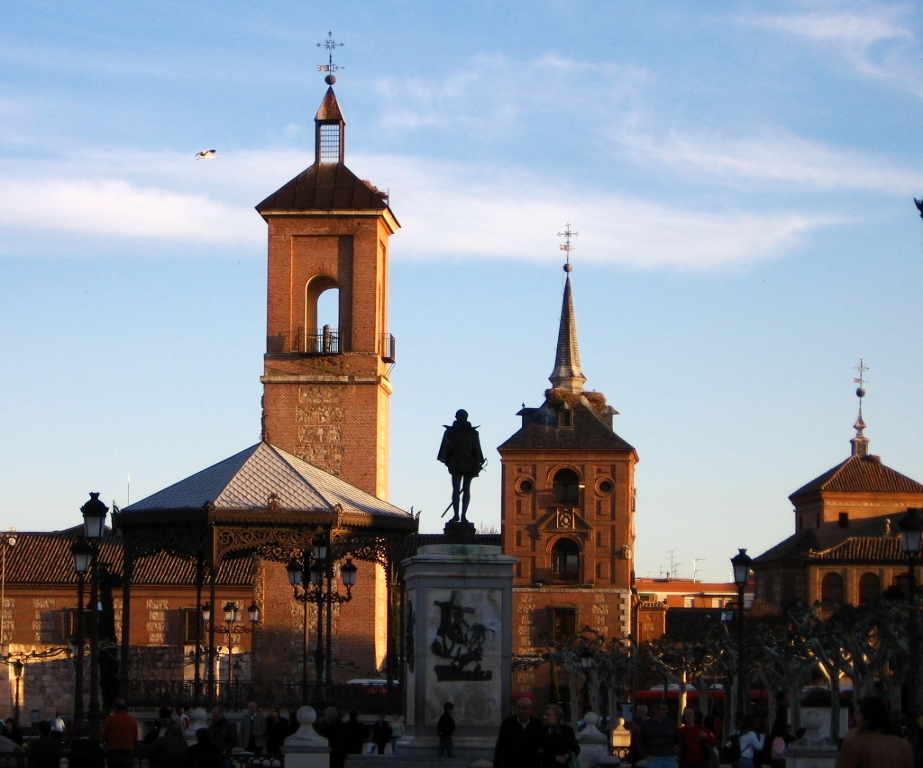
Nhà thờ Santa María la Mayor (cảnh nền), nơi Cervantes đã được rửa tội tại Alcalá de Henares. Quảng trường phía trước của nhà thờ bây giờ được gọi là Plaza Cervantes

Người ta cho rằng Cervantes đã được sinh ra tại Alcalá de Henares, một thành phố Castilian khoảng 35 km (22 dặm) về phía đông bắc từ Madrid, có thể là vào ngày 29 tháng 9 (ngày lễ Thánh Micae) năm 1547. Ngày sinh của ông có thể đã được xác định từ sổ đăng ký nhà thờ, do truyền thống đặt tên một đứa trẻ theo tên Thánh của ngày sinh. Ông được rửa tội tại Alcalá de Henares vào ngày 9 tháng 10 năm 1547 tại nhà thờ giáo xứ Santa María la Mayor. Sổ đăng ký rửa tội ghi lại như sau:
Vào chủ nhật, ngày 9 tháng 10, năm của Chúa chúng ta 1547, Miguel, con trai của Rodrigo Cervantes và vợ Leonor, được rửa tội; cha đỡ đầu là ông Juan Pardo; đứa trẻ được Reverend Bachelor Bartolomé Serrano, Linh mục của Đức Mẹ rửa tội. Các nhân chứng, Baltasar Vázquez, Sexton, và tôi, người đã rửa tội cho đứa trẻ và ký tên. Bachelor Serrano

Cervantes lúc sinh không có tên Cervantes Saavedra. Ông đặt tên "Saavedra" khi đã trưởng thành. Theo quy ước đặt tên Tây Ban Nha họ thứ hai của ông là của người mẹ, Cortinas.
Cervantes sinh ra tại một gia đình quý tộc sa sút ở Tây Ban Nha. Cha ông là một bác sĩ ngoại khoa bất đắc chí, từng phải ra toà vì thiếu nợ. Do kinh tế gia đình vất vả, ông chỉ học đến Trung học, tuy nhiên, ông rất chăm chỉ đọc sách.
Hơn 22 tuổi, ông đến Ý, đúng vào thời kỳ Phục Hưng và làm người hầu cho một Hồng y giáo chủ. Đây là cơ hội lớn cho ông đọc sách của chủ và học tập.
Năm 1571, hạm đội Thổ Nhĩ Kỳ xâm nhập vào khu vực Địa Trung Hải, Tây Ban Nha và Cộng hòa Venezia tổ chức hạm đội liên hợp chống lại. Hạm đội Liên minh thần thánh cuối cùng cũng đánh tan quân Thổ trong trận Lepanto, Cervantes tham gia trận này, được mô tả như một "hiệp sĩ gầy gò và khờ dại".

### Năm tháng tù đày
Sau khi tham gia nhiều trận đánh lớn trên biển Địa Trung Hải với tư cách là lính Tây Ban Nha, ông bị cướp biển Bắc Phi bắt giữ khi trên đường trở về Tây Ban Nha. Chúng đòi tiền chuộc quá lớn, gia đình ông không kịp chuẩn bị và triều đình thì không hề quan tâm.
Ông bị giam 5 năm ở Algie, tiếp xúc với văn hóa Hồi giáo (sau trở thành tư liệu quan trọng cho sáng tác của ông). Đến năm 1580, khoản tiền chuộc giảm xuống một phần vì bọn cướp phục lòng dũng cảm của ông, một phần vì chúng nhận ra không thể lợi dụng ông để lấy tiền từ triều đình Tây Ban Nha. Hai chị gái của ông đã phải gia nhập vào nhà thờ để nhận một số tiền đem chuộc ông.

### Cái chết
Ông mất tại Madrid ngày 23 tháng 4 năm 1616 trong lịch Gregory, cùng ngày Shakespeare mất trong lịch Julian. Đáng kể là bách khoa toàn thư Encyclopedia Hispanica cho rằng ngày mất của Cervantes theo truyền thống – 23 tháng 4 – là ngày đề trên mộ. Theo truyền thống ở Tây Ban Nha trong hồi đó, ngày trên mộ là ngày chôn, chứ không phải là ngày mất. Nếu Encyclopedia Hispanica đúng thì Cervantes chắc qua đời ngày 22 tháng 4 và được chôn ngày 23 tháng 4. Dù sao, Cervantes và Shakespeare thực sự không mất cùng ngày, tại vì hai nước Anh và Tây Ban Nha đang sử dụng lịch khác trong thời kỳ đó.